# The Rookie
The Rookie je ameriška policijska proceduralna komično-dramska televizijska serija, ki jo je za ABC ustvaril Alexi Hawley.
V seriji igrajo Nathan Fillion, Alyssa Diaz, Richard T. Jones, Titus Makin mlajši, Mercedes Mason, Melissa O'Neil, Afton Williamson, Mekia Cox in Eric Winter. Novinec je premiero doživel 16. oktobra 2018. Prva sezona je trajala do 16. aprila 2019. Druga sezona je trajala od 29. septembra 2019 do 10. maja 2020. Maja 2020 je ABC nadaljeval serijo za tretjo sezono.

## Predpostavka
Serija spremlja Johna Nolana, petinštiridesetletnega novo ločenega moškega iz Pensilvanije, nekdanjega lastnika gradbenega podjetja, ki se po nehoteni pomoči policistom med ropom banke preseli v Los Angeles nadaljevati novo kariero policista na policijskem oddelku v Los Angelesu (LAPD). Po diplomi na policijski akademiji kot najstarejši novinec v enoti mora Nolan krmariti po nevarni, nepredvidljivi naravi svojega dela in je odločen, da bo kljub izzivom naredil novo karieri. Serijo producirajo ABC Studios in Entertainment One.